# Megalobulimus proclivis
Megalobulimus proclivis és una espècie de gastròpode eupulmonat terrestre de la família Strophocheilidae.

## Distribució geogràfica
Es troba al Brasil.